# Mesiačik
Mesiačik (1363 m) – szczyt w Niżnych Tatrach na Słowacji. Znajduje się w zakończeniu południowego grzbietu Dereszy (Dereše, 2004 m), który poprzez sedlo Príslop, Príslop, Palenicę i Babę opada do Doliny Górnego Hronu. Na południowym wierzchołku Baby grzbiet ten rozgałęzia się na dwa ramiona: południowo-zachodnie z wierzchołkiem Lom i południowo-wschodnie z wierzchołkiem Mesiačik. Wschodnie stoki Mesiačika opadają do Doliny Bystrej, zachodnie do wciosowej dolinki bezimiennego potoku.
Mesiačik jest porośnięty lasem. Jego stoki przecina wiele dróg leśnych. Grzbietem poprowadzono szlak turystyczny, a przez wierzchołek granicę parku narodowego. Północno-wschodnia część Mesiačika znajduje się w obrębie Parku Narodowego Niżne Tatry, południowo-zachodnia jest poza obrębem tego parku. 

## Szlaki turystyczne
rozdroże Stupka – Mesiačik – Baba – Pálenica – Príslop – sedlo Príslop – Dereše. Czas przejścia: 5.05 h, ↓ 3.40 h